# Dolichopeza (Nesopeza) ludibunda
Dolichopeza (Nesopeza) ludibunda is een tweevleugelige uit de familie langpootmuggen (Tipulidae). De soort komt voor in het Oriëntaals gebied.